# Lotus Exige
Der Lotus Exige ist ein Sportwagen von Lotus Cars auf Basis des Lotus Elise.
Der Exige entstand für den Rennsport und hat im Unterschied zum Elise ein Fließheck. Die dritte Generation gab es mit Verdeck wie den Elise oder wie die älteren Exige mit Targadach und Heckflügel. Typisch für die ersten beiden Generationen ist die Lufthutze auf dem Dach.

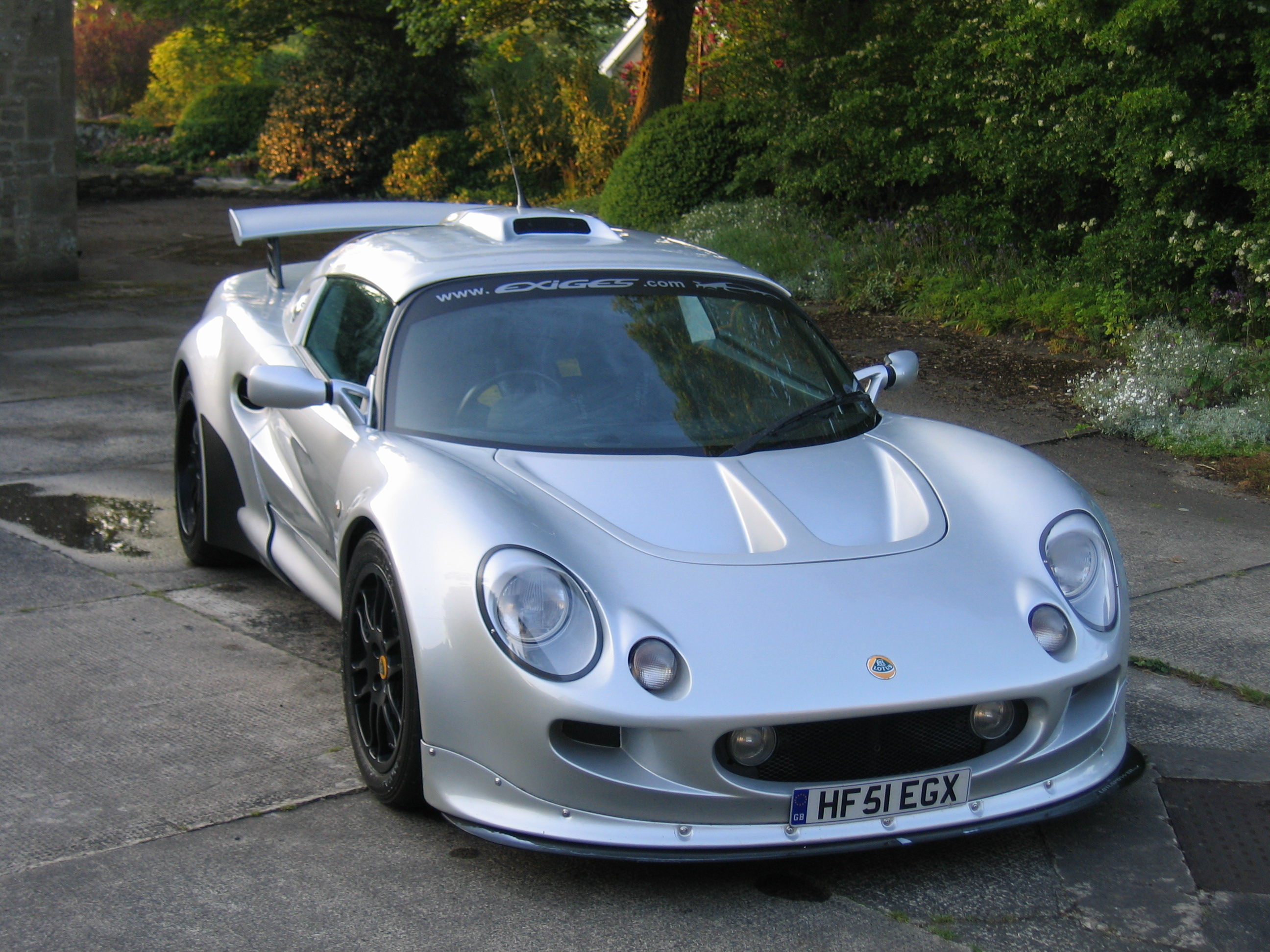
Lotus Exige der ersten Generation

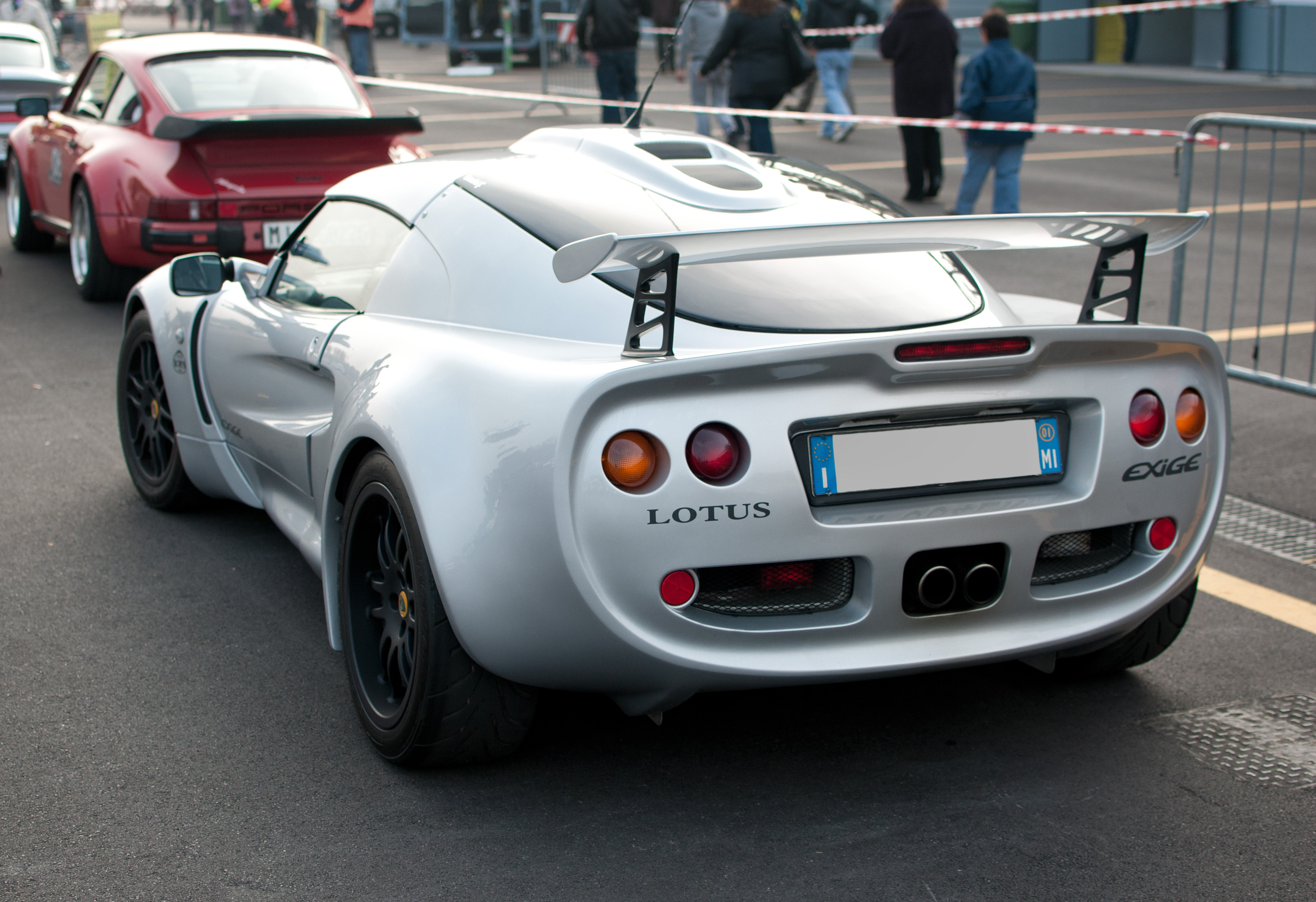
Das Fastback der ersten Generation

## Generation 1 (2000–2001)
Die erste Serie wurde in den Jahren 2000 und 2001 insgesamt 604 mal gebaut (davon sollen 251 Fahrzeuge auf Linkslenker entfallen). Sie hat einen Vierzylindermotor der K-Serie von Rover mit einer auf 130 kW oder in der Rennversion auf 140 kW gesteigerten Leistung und ein Fünfgang-Getriebe. Für die Karosserieteile verwendete Lotus glasfaserverstärkten Kunststoff. Die verbreiterten Kotflügel erlaubten eine breitere Spur und breitere Felgen als bei der Elise. Durch die Front mit Spoiler, das Abrißheck (Kamm-Heck) und den Heckflügel wird Abtrieb erzeugt. Bei 161 km/h wurde ein Abtrieb von 800 N gemessen, davon entfielen 450 N auf die Hinterachse und 350 N auf die vordere Achse. Als Option wurde kurz nach dem Serienstart eine Klimaanlage angeboten. Das Leergewicht lag in der Grundausstattung bei 780 kg.

## Generation 2 (2004–2011)

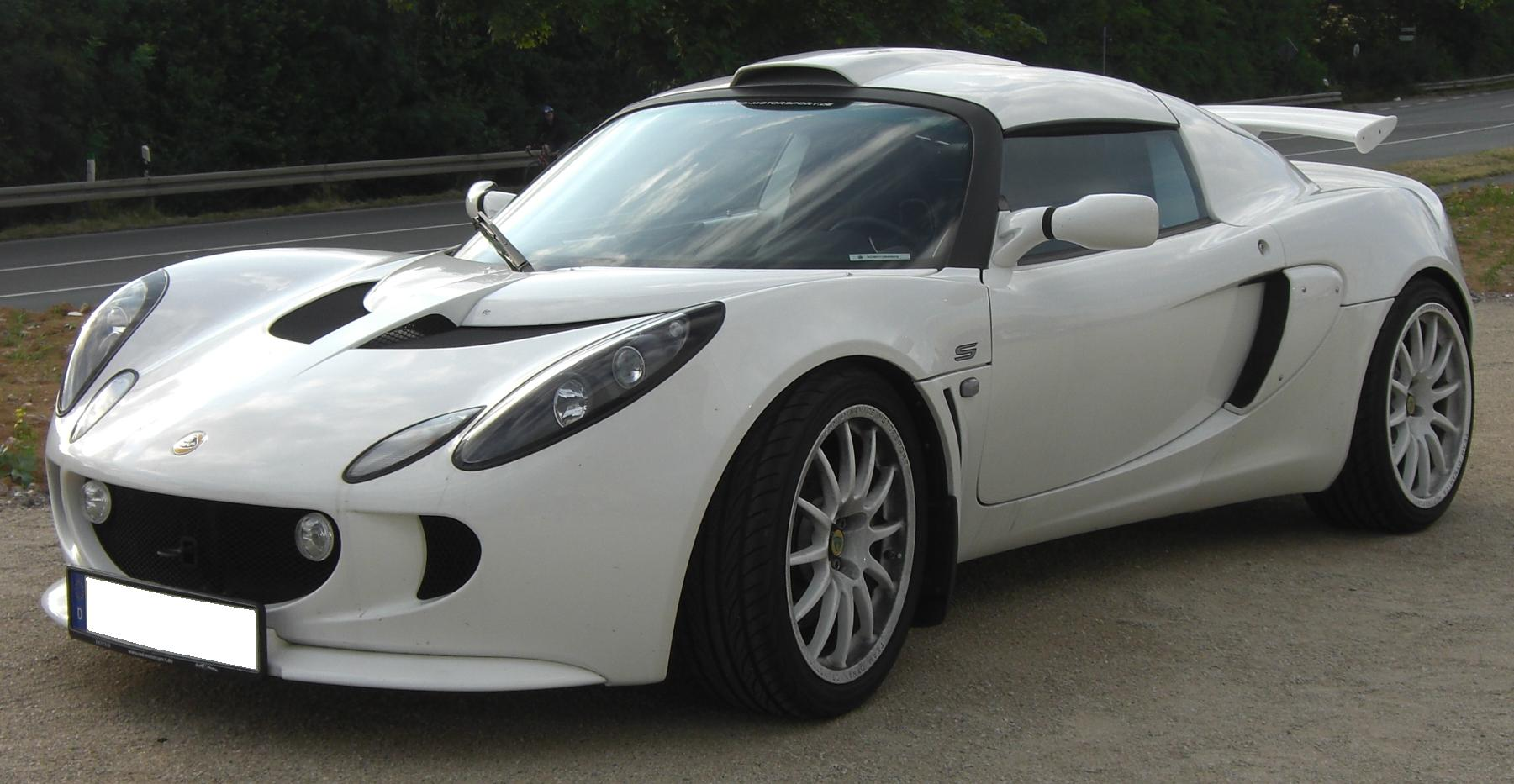
Lotus Exige der zweiten Generation

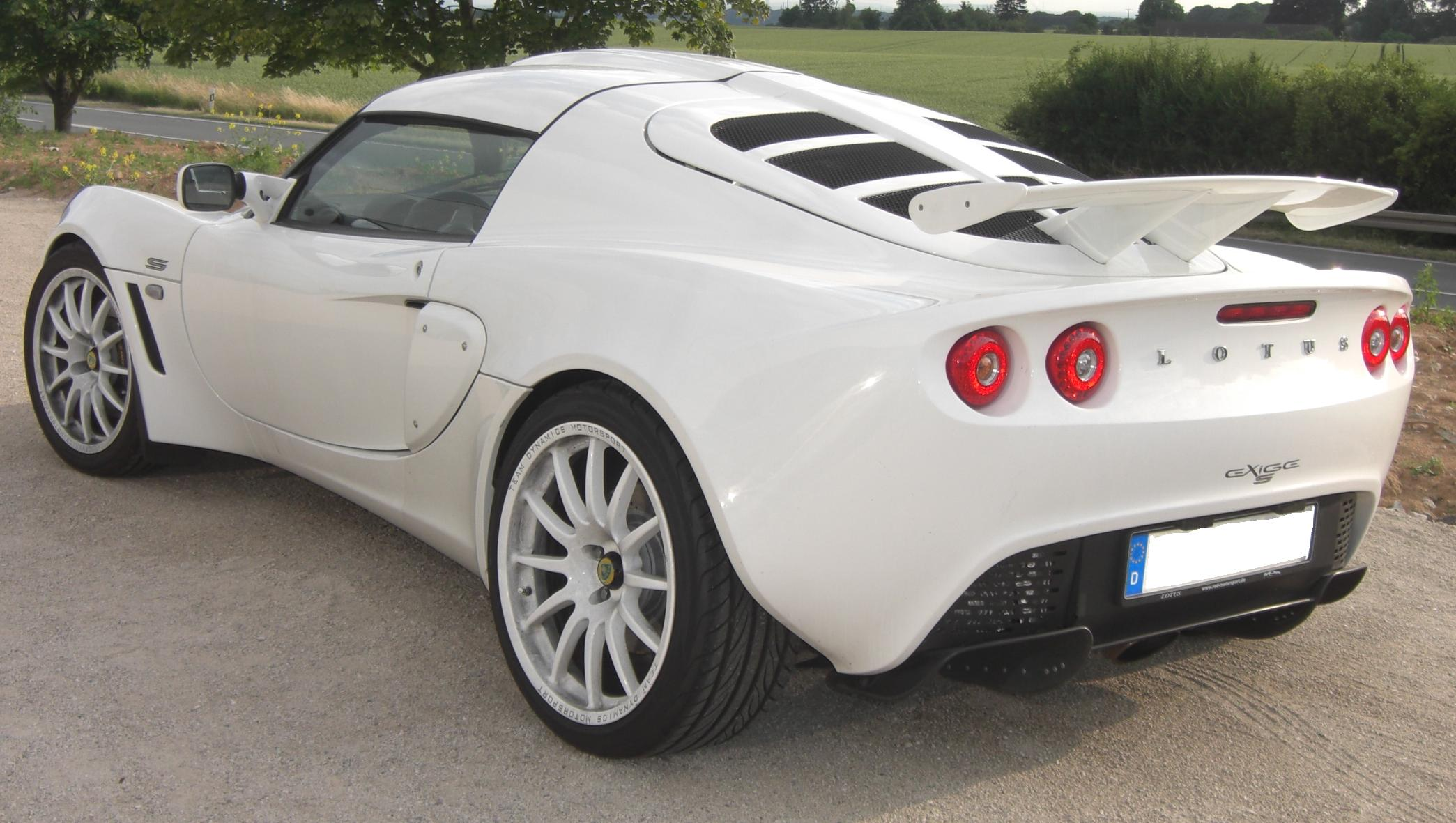
Das Heck der zweiten Generation

Analog zur zweiten Serie der Elise wurde auch die Exige 2004 überarbeitet. Lotus modifizierte das Fahrwerk und die Karosserie. Die Exige bekam auch den in der Elise 111R angebotenen Toyota-Motor mit 141 kW (192 PS) und ein Sechsgang-Getriebe sowie speziell auf das Fahrzeug abgestimmte Yokohama-048-LTS-Sportreifen (Lotus-Version der 048R Yokohama). Wahlweise waren Klimaanlage (15 kg Zusatzgewicht), Ölkühler, leichtere Schmiederäder und ein Überrollkäfig bestellbar. Das Gewicht lag so im Minimum bei 875 kg (im Vergleich zu 780 kg der S1-Exige). Der Abtrieb bei 160 km/h beträgt bei der zweiten Generation 193 N vorne und 219 N an der Hinterachse. Die meisten Karosseriepaneele werden aus GFK gefertigt. Die Serienausstattung für das Vereinigte Königreich bestand unter anderem aus: Blaupunkt-Lausanne-CR-R/W-Radio samt Lautsprechern, Zusatzleuchten an der Front und Zentralverriegelung. Die Version mit 141 kW wurde 2007 eingestellt.
Die später präsentierte Exige S leistet dank Kompressoraufladung 163 kW (221 PS) und ist damit nochmals 22 kW (30 PS) stärker als die Exige.
Seit dem Modelljahr 2008 gab es zudem ein Performance Package für die Exige S zu bestellen, das die Leistung des Vierzylindermotors auf 176 kW steigert. Es umfasst unter anderem einen Magnuson/Eaton-M62-Kompressor, vergrößerten Lufteinlass auf dem Dach; größere Einspritzdüsen sowie eine verstärkte Kupplung, geschlitzte und innenbelüftete Bremsscheiben mit 308 mm Durchmesser, vorne mit 4-Kolben-AP-Racing-Sätteln, verbesserte Bremsbeläge vorne und hinten, eine variable, in mehreren Stufen einstellbare Traktionskontrolle sowie eine sogenannte Launchcontrol. So verbessern sich die Beschleunigungswerte auf 4 s für den Sprint von 0 auf 100 km/h sowie 9,7 s bis 160 km/h. Die Höchstgeschwindigkeit beträgt knapp 250 km/h.
2010 erhielt die Exige ein leichtes Facelift, bei dem die Front und der Heckflügel geändert wurden.

### Lotus Exige 240R (2005)
2005 bot Lotus dieses Sondermodell mit Toyota-VVTI-Motor, Kompressoraufladung, anderen Rädern, T45-Motorsport-Überrollbügel, Fahrwerksteilen von Öhlins und zusätzlichem Ölkühler an. Sie leistet 182 kW (247 PS) bei 930 kg. Die Fahrleistungen liegen bei einer Beschleunigung von weniger als 4 Sekunden auf Tempo 100 und einer Höchstgeschwindigkeit von nahezu 250 km/h. 3,8 kg/PS werden als Leistungsgewicht erreicht. Das Fahrzeug war nur in Sport Black und Sport Yellow erhältlich, welche nur für das 240R-Sondermodell erhältlich waren. Das Modell wurde nur 50 mal gebaut und kostete rund 62.000 Euro.

### Lotus Sport Exige (2005)
Die Lotus Sport Exige ist der Renn-Ableger der 240R und wird von einem 298 kW starken Sechszylinder-V-Motor mit 3 Liter Hubraum angetrieben. Eine freie AP-Racing-Bremsanlage sorgt für entsprechende Verzögerung. OZ-Magnesium-Rennräder in Verbund mit 250er- (vorne) und 280er-Yokohama-Rennreifen (hinten) sorgen für Haftung auf dem Asphalt. Geschaltet wird über eine sequenzielle Sechsgang-Schaltbox. Das Fahrzeug wurde nur einmal gefertigt und war ein Vorgriff auf die Zukunft der Exige.

### Lotus Exige Cup und Cup 240 (2006)

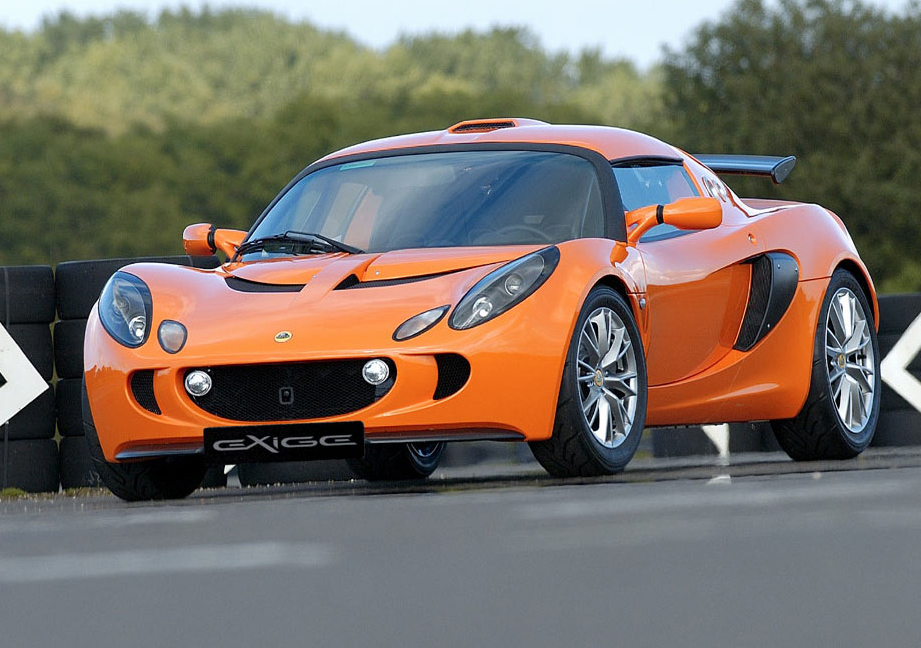
Lotus Exige Cup 240

Die „Exige Cup“ und die „Cup 240“ sind von der Motorsportabteilung Lotus Sport entwickelte Sportversionen. Die Exige Cup hat einen 140 kW starken Vierzylindermotor mit 1,8 l Hubraum und einem maximalen Drehmoment von 181 Nm, der Cup 240 hat 1,8 l Hubraum, einen Kompressor und Ladeluftkühlung. Er leistet 182 kW bei 8000/min und gibt maximal 236 Nm bei 7000/min ab. Die Fahrzeuge basieren auf der Exige des Modelljahrs 2006 und sind komplett rennfertig, jedoch straßenzugelassen.
Zusätzliche Verbesserungen umfassen eine verbesserte Kupplung, eine Sportauspuffanlage, ein einstellbares Fahrwerk, verbesserte Bremsen, ein Sperrdifferential, eine verstellbare Traktionskontrolle, einen T45-Stahl-Überrollbügel und einen Rahmen mit Befestigungspunkten für Renngurte, Kraftstoff- und Zündungs-Not-Aus-Schalter und ein Feuerlöschsystem. Ein von der FIA zugelassener Sechspunkt-Überrollkäfig ist eine aufpreisfreie Option. Die Exige Cup erreicht 100 km/h in 5,2 s und 160 km/h in 13,2 s und eine Höchstgeschwindigkeit von 237 km/h. Die Cup 240 erreicht die 100-km/h-Marke in 4,5 s und 160 km/h in 11,3 s. Die Höchstgeschwindigkeit beträgt 249 km/h.

## Generation 3 (2012–2021)

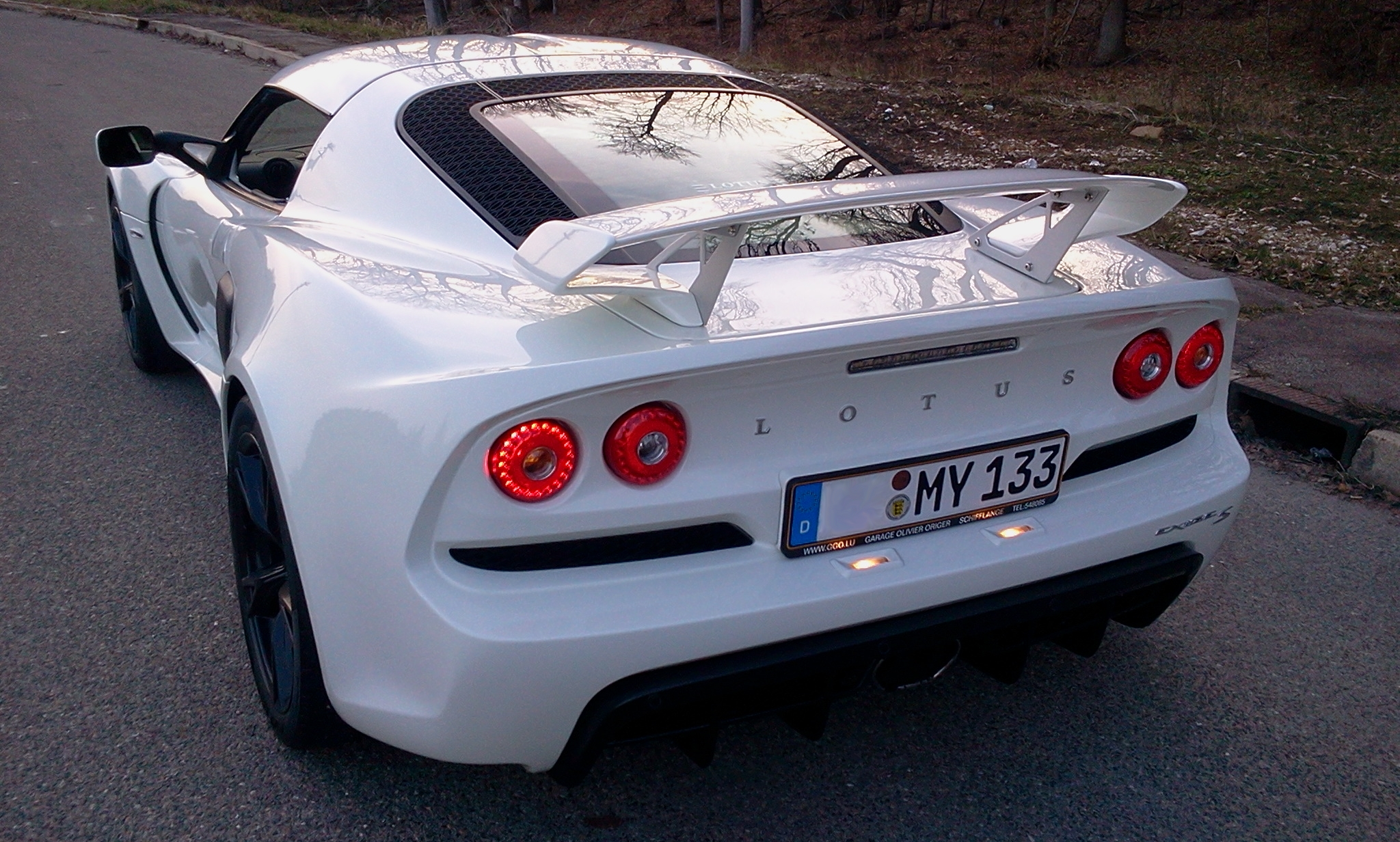
Heckansicht

Auf der IAA 2011 in Frankfurt wurde die nächste Generation der Lotus Exige vorgestellt, deren Produktion Mitte 2012 beginnen sollte. Die von Lotus zunächst als Exige S V6 benannte dritte Generation war mit dem mit Kompressor aufgeladenen Sechszylinder-V-Motor des Lotus Evora S ausgestattet, der zunächst 258 kW (350 PS) leistete und maximal 400 Nm Drehmoment abgeben konnte. Der quer eingebaute Motor treibt über ein handgeschaltetes Sechsganggetriebe die Hinterachse an. Die dritte Generation der Lotus Exige ist im Vergleich zu den Vorgängern etwas schwerer (1176 kg) und größer geworden, insbesondere wurde der Radstand wegen des breiteren Motors verlängert.
Nach anfänglichen Schwierigkeiten mit der Produktion der dritten Generation der Lotus Exige, die das Unternehmen mit Qualitätssicherungsmaßnahmen begründet hatte, die aber auch mit einem Managementwechsel und damaligen Liquiditätsproblemen zusammenhingen, wurden erst ab Anfang Januar 2013 die ersten Kundenfahrzeuge in England ausgeliefert.
Außer dem Exige S Coupé wurde ab 2013 parallel auch der Exige S Roadster mit Verdeck statt Hardtop, gleicher Motorisierung, jedoch ohne Heckflügel, ohne Frontsplitter und mit einer auf nur 233 km/h begrenzten Höchstgeschwindigkeit angeboten.
Das GFK-Targa-Dach des Exige S Coupé hat, wie schon bei dem Exige S Roadster und den vom Basis-Chassis baugleichen Vorgängern der Exige und der offenen Elise, keine tragende Funktion der Karosserie, weshalb es herausgenommen werden kann und von den Besitzern oftmals durch das Lotus-Stoffdach ergänzt wird.
Die dritte Generation der Lotus Exige ist im Vergleich zum Vorgänger erheblich weiterentwickelt worden. Sie besitzt neben dem V6-Motor ein völlig neu entwickeltes Fahrwerk mit einer breiteren Spurweite (Vorderachse +25 mm, Hinterachse +38 mm) und trägt an der komplett neu entwickelten Hinterachsaufhängung nun erstmals einen Stabilisator. Darüber hinaus wuchs der Radstand um 70 Millimeter in die Länge. Als Besonderheit bietet die Lotus Exige das sog. Lotus DPM (Dynamic Performance Management), das über einen Wählschalter bis zu vier verschiedene Fahrmodi wie Touring, Sport oder Race erlaubt. Die Exige S V6 erreichte die 100-km/h-Marke in 4,0 s. Die Höchstgeschwindigkeit betrug offiziell 274 km/h. Laut einer Messung des Magazins Auto, Motor und Sport sogar 279 km/h.
Das Design des Exige S wurde von dem italienischen Automobildesigner Donato Coco entworfen, welchen Lotus im Jahr 2010 als Design Director von Ferrari abgeworben hatte, und welcher dort bereits den F430 Scuderia, F430 Spider, California, 599XX und 458 Italia gezeichnet hatte.

### Lotus Exige R-GT (2012)

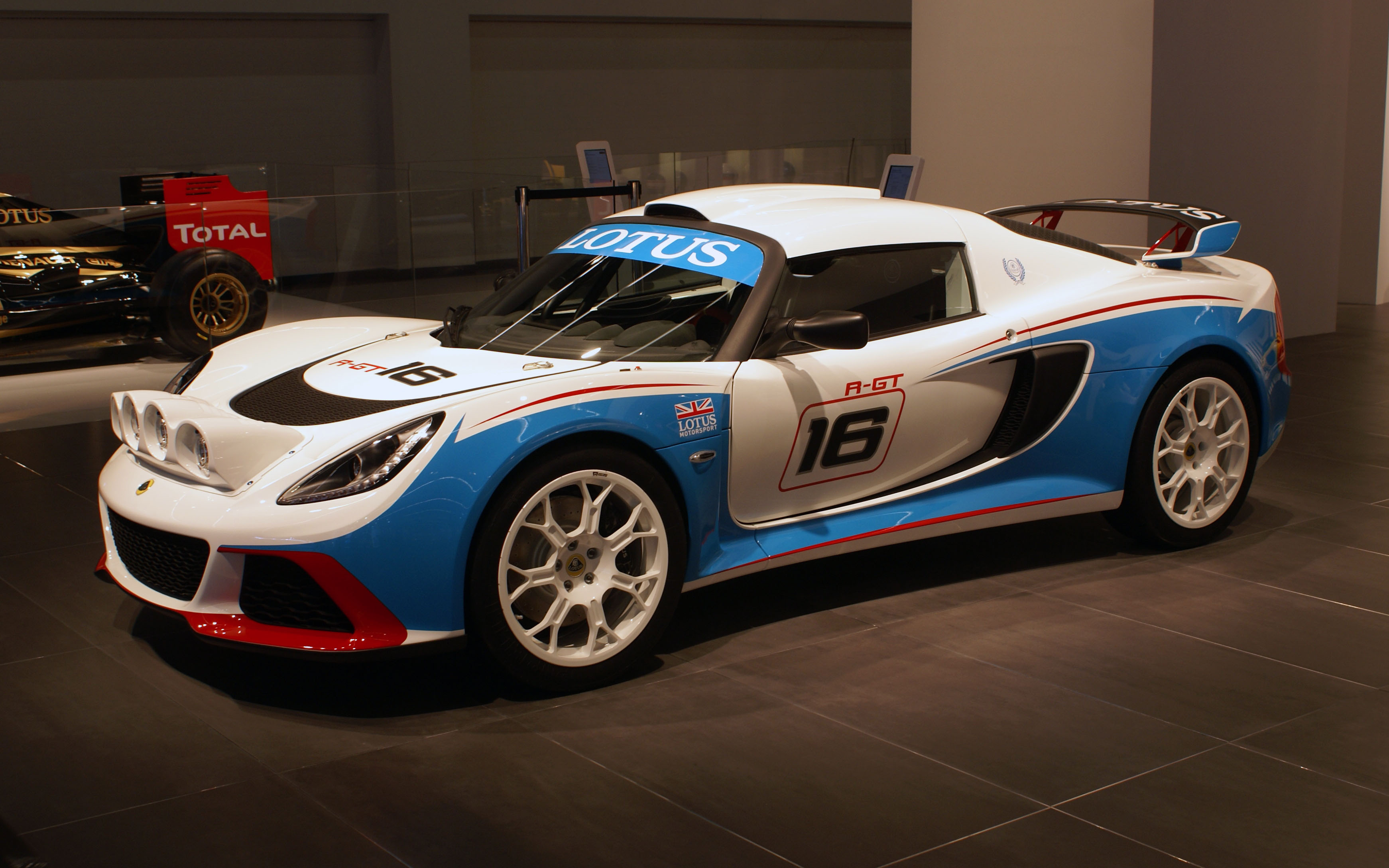
Lotus Exige R-GT

Auf der IAA 2011 wurde eine Version für den Einsatz in der Rallye-Weltmeisterschaft vorgestellt. Die Lotus Exige R-GT hat den aus der Lotus Evora bekannten 3,5 Liter V6-Motor. Durch den vom FIA-Reglement vorgeschriebenen, 34 mm-Luftmengenbegrenzer wird die Leistung auf 222 kW (302 PS) reduziert. Das reglementbedingte Mindestgewicht des Rallye-Fahrzeugs liegt bei 1200 kg. Die Leistung wird über ein sequentielles Sechs-Gang-Getriebe mit Lenkradschaltung an die Hinterachse übertragen. Um den größeren Motor unterzubringen, wurde der Radstand verlängert.
Die R-GT basiert auf der Exige S und wird komplett rennfertig mit Überrollkäfig, verstärktem Seitenaufprallschutz, Unterbodenbeplankung und der zusätzlichen vorgeschriebenen Sicherheitsausrüstung von Rallye-Fahrzeugen an Kundenteams abgegeben. Da die Verbindungsetappen auf öffentlichen Straßen von Wertungsprüfung zu Wertungsprüfung beziehungsweise zum Servicepark gefahren werden, müssen alle Rennwagen, die an der Rallye-Weltmeisterschaft teilnehmen, für den Straßenverkehr zugelassen sein.
Es war geplant, den Lotus R-GT ab der Rallye-Weltmeisterschaft 2012 bei Asphalt-Rallyes wie der Rallye Monte Carlo einzusetzen, da die GT-Klasse bei Schotter-Rallyes nicht ausgeschrieben wird. Der R-GT debütierte im Juli 2012 bei der Rally Vinho da Madeira/Portugal, trat nach einigen erfolgreichen Läufen nach einem Schaden aber bei keinem anderen Rennen mehr an, was auch in den damaligen finanziellen Schwierigkeiten von Lotus begründet gewesen sein dürfte.
Der Lotus Exige R-GT wurde 2011 vorgestellt und sollte ursprünglich regelmäßig bei Asphalt-Rallyes antreten. Doch nach dem Debüt bei der Rallye Vinho da Madeira 2012 kam das Modell aufgrund technischer Probleme und finanzieller Schwierigkeiten des Unternehmens nicht mehr zum Einsatz.

### Exige LF1 (2014)

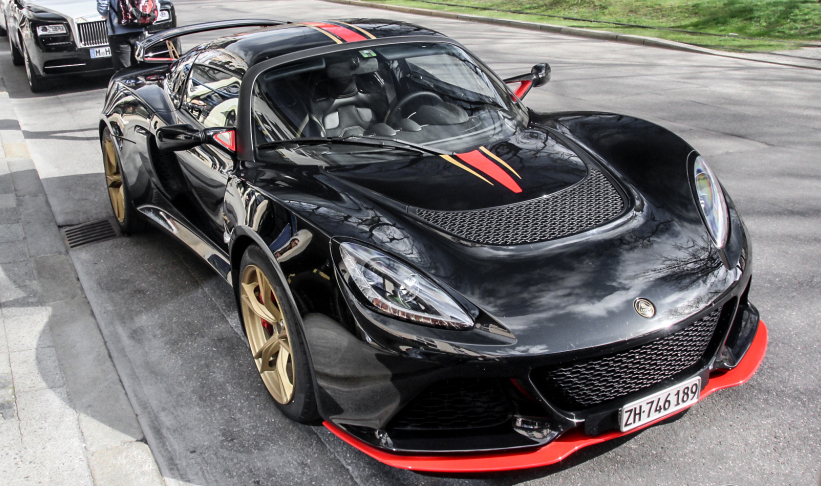
Exige LF1

Durch die Motorsport-Abteilung von Lotus wurde 2014 dieses auf 81 Exemplare limitierte auffällige Sondermodell der Exige S entwickelt. LF1 steht hierbei für Lotus Formula 1, und jedes Fahrzeug versinnbildlicht einen Formel-1-Sieg des Herstellers, weshalb es eine eigene Plakette mit Jahr und Ort des Sieges erhielt. Alle Exemplare sind in der Grundfarbe schwarz lackiert und zeichnen sich durch goldene und rote Farbakzente auf Lack, Rädern, Anbauteilen und im Innenraum aus. Von Karosserie, Technik und dem Motor entspricht der LF1 jedoch dem Serienmodell mit gehobener Ausstattung. Im Innenraum gibt es schwarzes Leder und eine Instrumentenabdeckung aus Stoff, jedoch keinen Teppich.

### Exige V6 Cup/Cup R/Cup 360 (2014/2015)

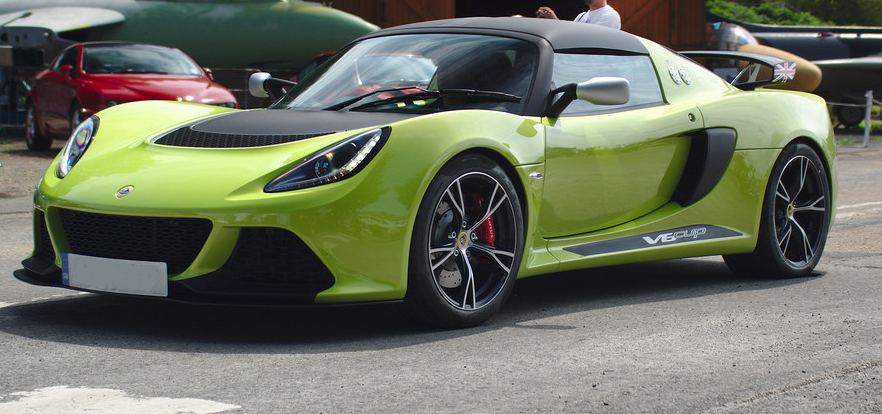
Exige V6 Cup

Die Cup-Modelle sind in verschiedenen Farben erhältlich und primär, die Cup R sogar ausschließlich, für den Einsatz im Motorsport entwickelt. Sie zeichnen sich durch matt-schwarze Farbakzente an der Karosserie aus und zur Gewichtsreduzierung sind sie nicht mit Radio, Klimaanlage und Airbags ausgestattet, diese sind jedoch teils als Extra erhältlich. Cup und Cup R verfügen über ein abnehmbares Lenkrad, Schroth-Gurte, Feder-Dämpfer-Einheiten von Öhlins und eine Feuerlöschanlage. Der Heckdeckel ist nicht mehr mit beheizbarer Glasscheibe, sondern vollständig aus Kunststoff ausgeführt.
Die Exige V6 Cup R hat im Gegensatz zur Exige V6 Cup keine Straßenzulassung, ein geringeres Gewicht von 1040 kg, anstelle der 4-Punkt-Gurte 6-Punkt-Gurte von Schroth und eine Motorleistung von 269 kW (366 PS). Zudem ist die Cup R mit einem Überrollkäfig und einem deutlich größerem Heckflügel ausgestattet. Wahlweise ist sie neben der Handschaltung auch mit einem sequentiellen Getriebe mit Schaltwippen erhältlich.
Im Jahr 2015 wurde die straßenzugelassene Exige Cup durch die auf 50 Stück limitierte Exige Cup 360 ersetzt, mit 269 kW (360 PS) Leistung, auf 1125 kg reduziertem Gewicht, matt-schwarzen und roten Karosserie-Farbakzente und roten Rädern. Auch die Abgasanlage und die vordere Serviceklappe wurden modifiziert. Innen erhielt die Ausführung spezielle Alcantara-Sportsitze.

### Exige Sport 350 (2016)

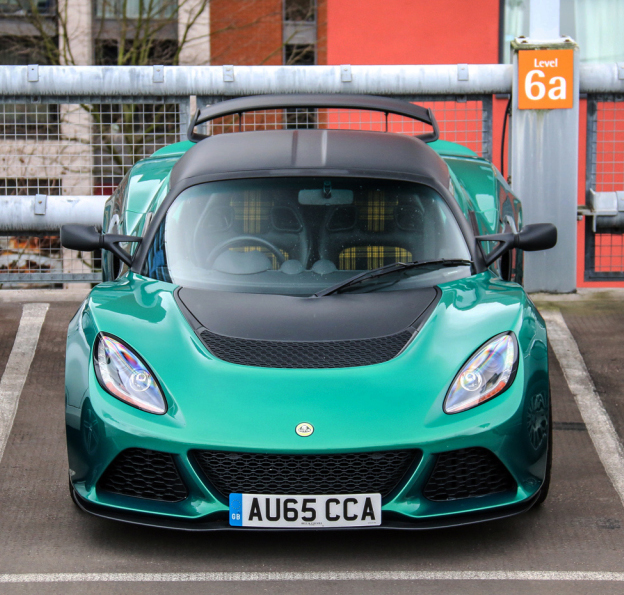
Exige Sport 350

Im Jahr 2016 wurde das Exige S Coupé in einigen Punkten von Lotus überarbeitet und erhielt den neuen Namen Exige 350 Sport.
Neu ist die offene Schaltkulisse, das geänderte Getriebe, die Heckklappe aus Kunststoff, die leichtere Batterie, die Motoraufhängung und die verbesserte und leichtere Klima- und Belüftungsanlage. Der Heckflügel, die vordere Serviceklappe, das Targadach, die Außenspiegel und das Heck sind nun nicht mehr in Wagenfarbe, sondern immer in schwarz ausgeführt.
Zudem kann das Interieur auch mit karierten Stoffen (Schotten-Karo) geordert werden. Auch die Schalter im Innenraum und das Fahrwerk wurden überarbeitet und die Sport 350 erhielt wieder den aus früheren Modellen bekannten Startknopf.
Die Motorleistung blieb unverändert. Das Gewicht sank um 51 kg auf 1.125 kg und kann durch nun erhältliche Anbauteile aus kohlenstofffaserverstärktem Kunststoff (KfK) noch weiter verringert werden. Die Sport 350 beschleunigt nun in 3,9 s von 0 auf 100 km/h, mit dem optionalen Automatikgetriebe in 3,8 Sekunden.

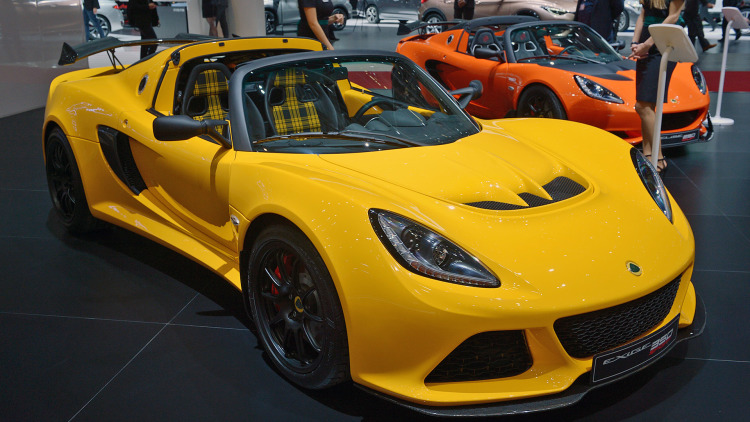
Exige Sport 350 Roadster

Ebenfalls verändert wurde die Roadster-Version der Exige S. Diese heißt nun Exige Sport 350 Roadster. Sie erhielt eine im Vergleich zum Coupé weiter veränderte Form, einen neuen Heckflügel (baugleich mit dem der Elise Cup 220/250) und eine veränderte vordere Serviceklappe (eine in Wagenfarbe lackierte Version des Modells Exige Cup 360). Die Geschwindigkeit bleibt weiterhin auf 233 km/h elektronisch gedrosselt.

### Exige Sport/Cup/Race 380 (2017)

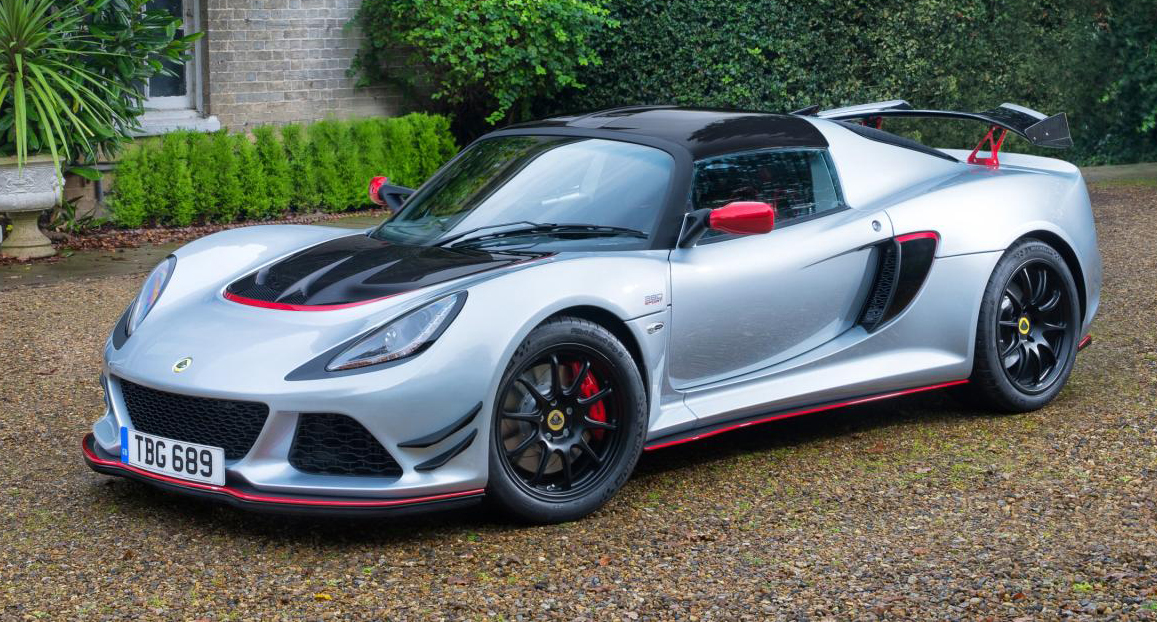
Exige Sport 380

Im November 2016 stellte Lotus die Exige Sport 380 vor, die seit Frühjahr 2017 erhältlich ist. Zudem wurde 2017 noch eine auf 60 Fahrzeuge limitierte Sonderversion Exige Cup 380 vorgestellt sowie eine nicht straßenzugelassene Exige Race 380.
Zu erkennen ist die Sport 380 an diversen roten Farbakzenten sowie der KfK-Ausführung des Heckflügels und der vorderen Serviceklappe des Exige Sport 350 Roadsters. Lotus steigerte die Motorleistung auf 279 kW (380 PS), erhöhte das maximale Drehmoment auf 410 Nm und reduzierte das Gewicht durch zahlreiche Kohlenstoff-Teile und weitere Maßnahmen auf 1.110 kg. Die Exige Sport 380 beschleunigt in 3,7 Sekunden auf 100 km/h und erreicht eine Höchstgeschwindigkeit von 286 km/h (Automatik: 274 km/h).
Die Cup 380 zeichnet sich durch ein noch weiter reduziertes Gewicht, geänderten Aerodynamik-Bauteilen und einem Nitron-Fahrwerk aus.

### Exige Sport 410 (2018)

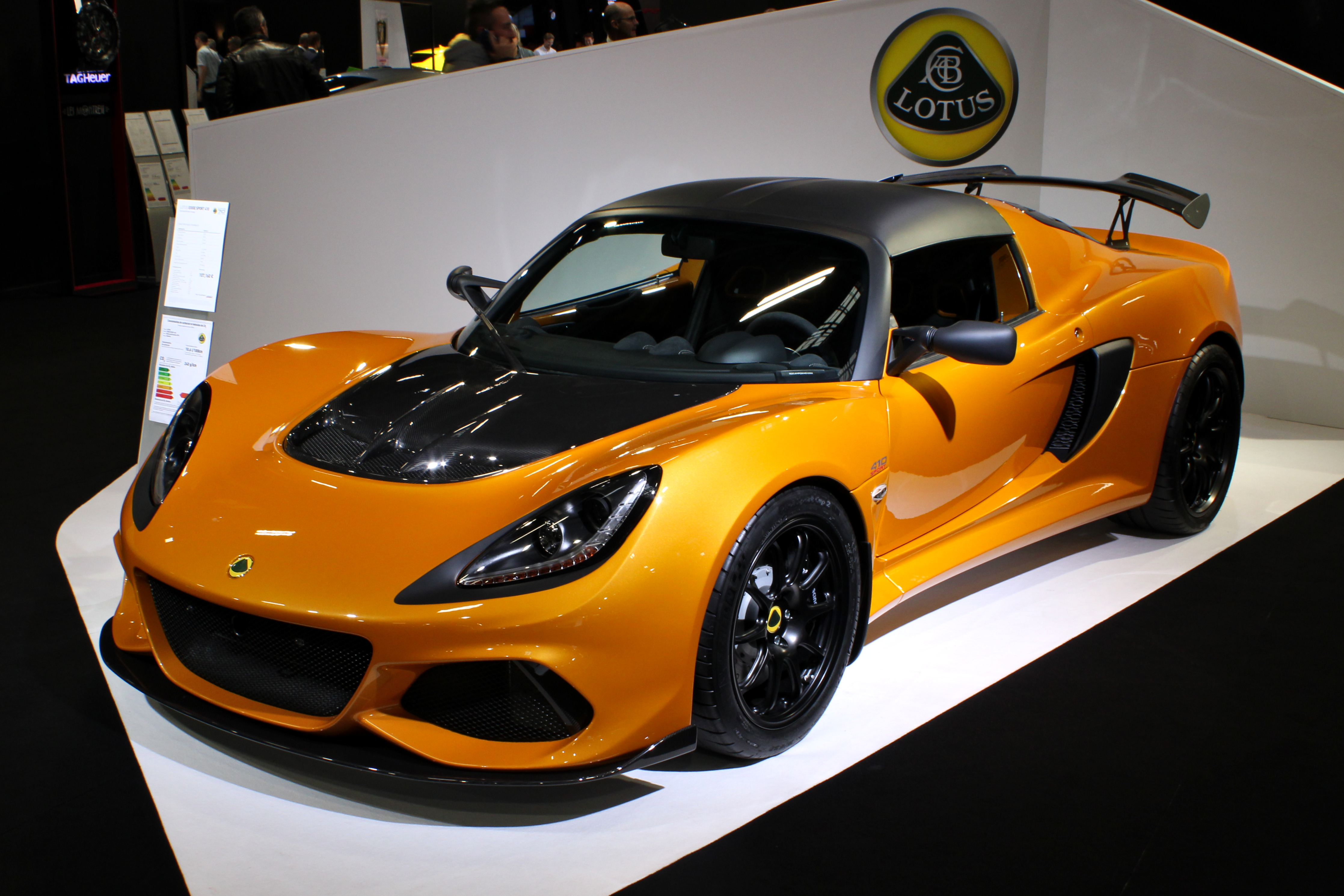
Exige Sport 410

2018 wurde die Exige Sport 410 vorgestellt, abgeleitet von der Exige Cup 430, und mit einer Leistung von 416 PS (305 kW) und 420 Nm Drehmoment. Das Leergewicht beträgt trocken 1.054 kg. Die Höchstgeschwindigkeit liegt bei 290 km/h und die Beschleunigung beträgt 3,4 Sekunden von 0 auf 100 km/h. Auch von diesem Modell ist wieder eine Cabriolet-Version mit einer Begrenzung auf 233 km/h erhältlich. Die Sport 410 hat wie auch die Exige Cup 430 eine leicht überarbeitete Front im Bereich der vorderen Lufteinlässe und des Splitters, Carbon-Heckflügel, breitere Lufteinlässe seitlich und verstellbare Dämpfer sowie etwas breitere Bereifung auf leichteren Schmiederädern.

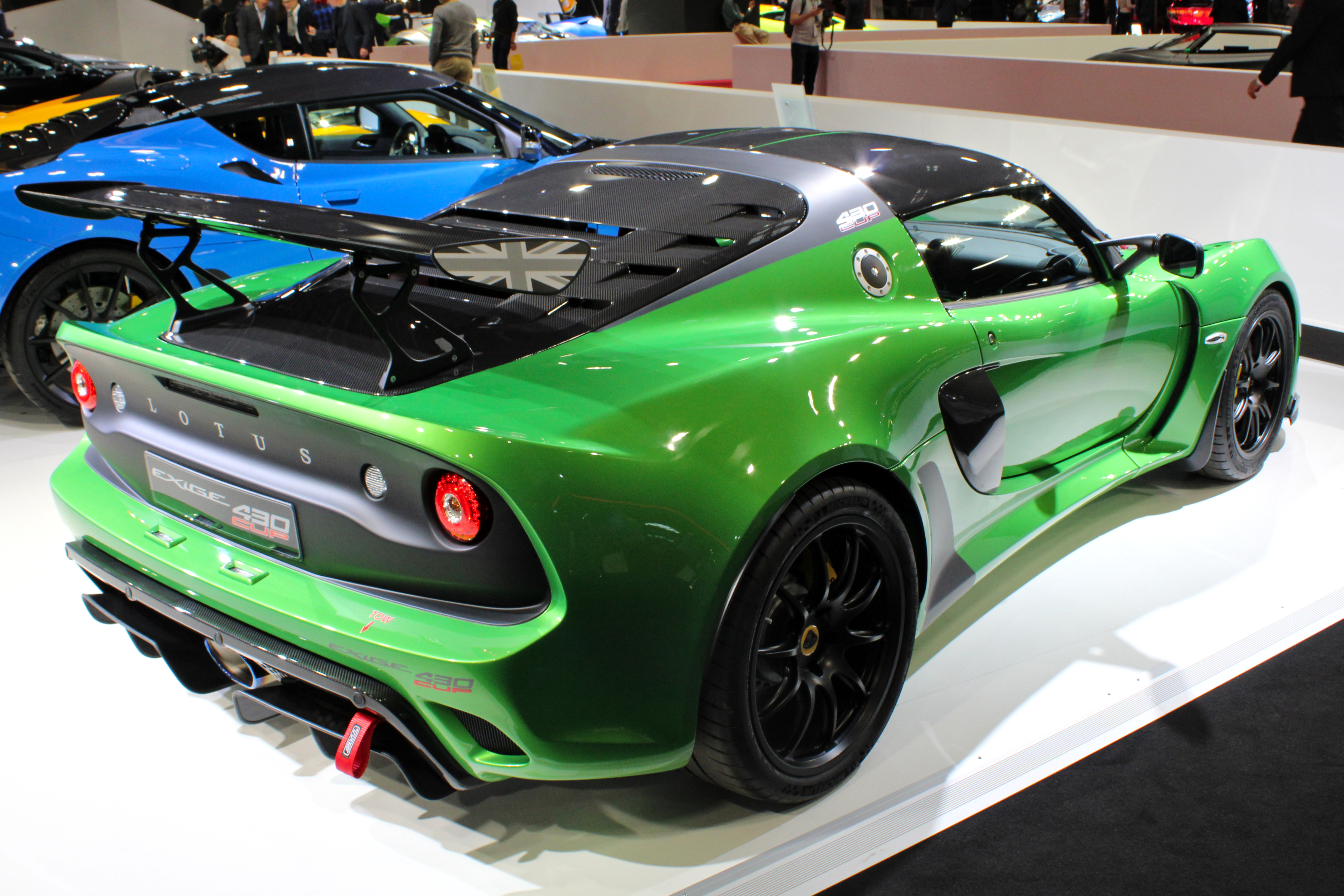
Exige Cup 430

### Exige Final Editions (2021)

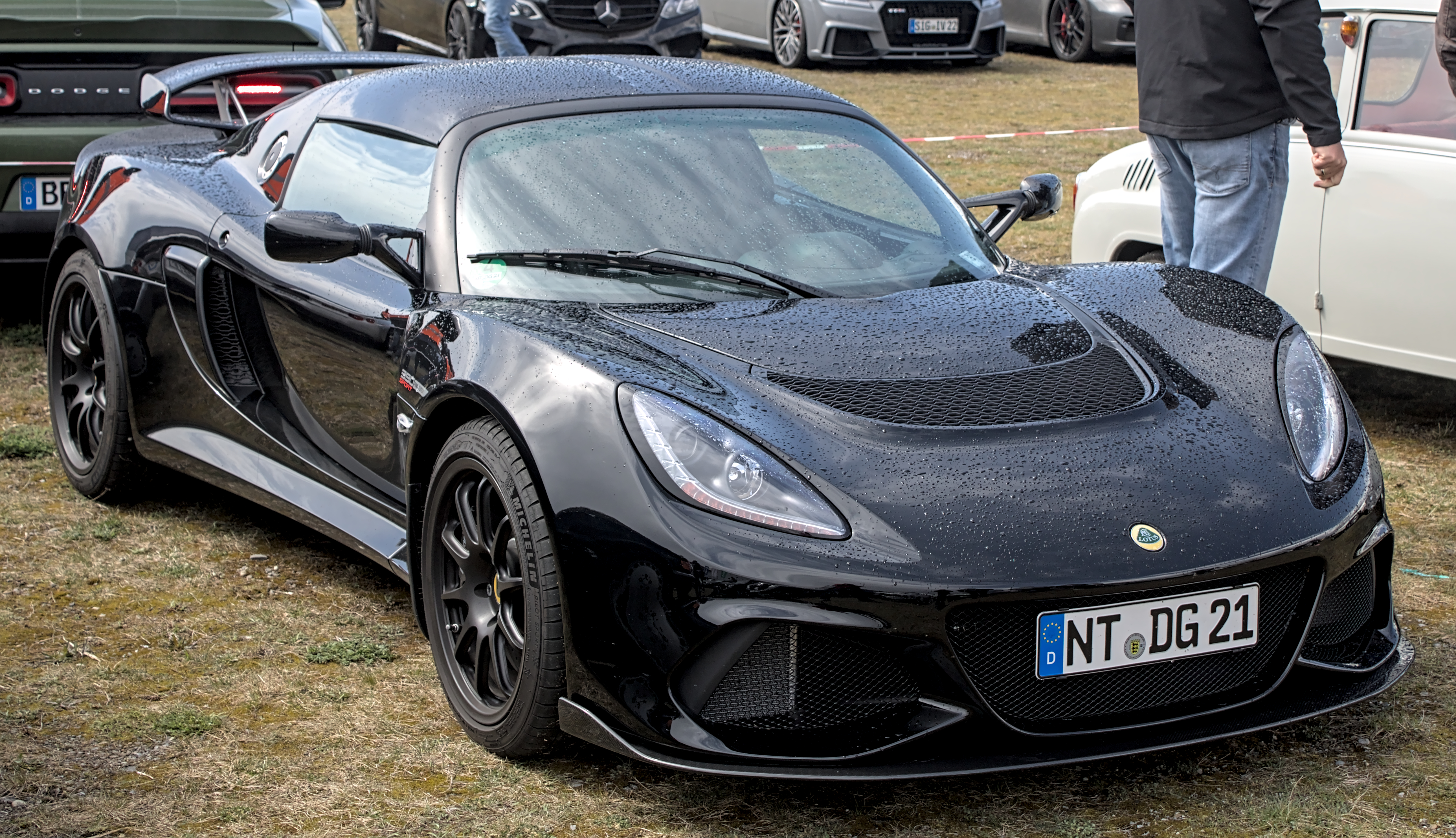
Exige Sport 390 Final Edition

Anfang 2021 kündigte Lotus an, die Baureihe einstellen zu wollen. Aus diesem Grund wurden noch drei Varianten als Final Edition vorgestellt.

### Technische Daten
|                                             | S                      | Sport 350                  | 360 Cup                | Sport 380                  | Cup 380                | Sport 390 Final Edition | Sport 410              | Sport 420 Final Edition | Cup 430                | Cup 430 Final Edition  |
| Bauzeitraum                                 | 03/2012–01/2016        | 02/2016–02/2021            | 08/2015–04/2017        | 02/2017–02/2018            | 04/2017–02/2018        | 02/2021–12/2021         | 05/2018–02/2021        | 02/2021–12/2021         | 01/2018–02/2021        | 02/2021–12/2021        |
| Motorkenndaten                              |                        |                            |                        |                            |                        |                         |                        |                         |                        |                        |
| Motortyp                                    | V6-Ottomotor           | V6-Ottomotor               | V6-Ottomotor           | V6-Ottomotor               | V6-Ottomotor           | V6-Ottomotor            | V6-Ottomotor           | V6-Ottomotor            | V6-Ottomotor           | V6-Ottomotor           |
| Hubraum                                     | 3456 cm³               | 3456 cm³                   | 3456 cm³               | 3456 cm³                   | 3456 cm³               | 3456 cm³                | 3456 cm³               | 3456 cm³                | 3456 cm³               | 3456 cm³               |
| max. Leistung bei min−1                     | 258 kW (350 PS) / 7000 | 258 kW (350 PS) / 7000     | 265 kW (360 PS) / 7000 | 279 kW (380 PS) / 6700     | 279 kW (380 PS) / 6700 | 296 kW (402 PS) / 7000  | 305 kW (416 PS) / 7000 | 313 kW (426 PS) / 7000  | 321 kW (436 PS) / 7000 | 321 kW (436 PS) / 7000 |
| max. Drehmoment bei min−1                   | 400 Nm / 4500          | 400 Nm / 4500              | 400 Nm / 4500          | 410 Nm / 5000              | 410 Nm / 5000          | 420 Nm / 3000–6700      | 420 Nm / 3500          | 427 Nm / 2600–7000      | 440 Nm / 2600–6800     | 440 Nm / 2600–7000     |
| Kraftübertragung                            |                        |                            |                        |                            |                        |                         |                        |                         |                        |                        |
| Antrieb                                     | Hinterradantrieb       | Hinterradantrieb           | Hinterradantrieb       | Hinterradantrieb           | Hinterradantrieb       | Hinterradantrieb        | Hinterradantrieb       | Hinterradantrieb        | Hinterradantrieb       | Hinterradantrieb       |
| Getriebe, serienmäßig                       | 6-Gang-Schaltgetriebe  | 6-Gang-Schaltgetriebe      | 6-Gang-Schaltgetriebe  | 6-Gang-Schaltgetriebe      | 6-Gang-Schaltgetriebe  | 6-Gang-Schaltgetriebe   | 6-Gang-Schaltgetriebe  | 6-Gang-Schaltgetriebe   | 6-Gang-Schaltgetriebe  | 6-Gang-Schaltgetriebe  |
| Getriebe, optional                          | –                      | [6-Gang-Automatikgetriebe] | –                      | [6-Gang-Automatikgetriebe] | –                      | –                       | –                      | –                       | –                      | –                      |
| Messwerte                                   |                        |                            |                        |                            |                        |                         |                        |                         |                        |                        |
| Höchstgeschwindigkeit                       | 274 km/h               | 274 km/h [261 km/h]        | 274 km/h               | 286 km/h [274 km/h]        | 282 km/h               | 277 km/h                | 290 km/h               | 290 km/h                | 290 km/h               | 280 km/h               |
| Beschleunigung, 0–100 km/h                  | 4,0 s                  | 3,9 s [3,8 s]              | 4,0 s                  | 3,7 s                      | 3,6 s                  | 3,7 s                   | 3,4 s                  | 3,4 s                   | 3,3 s                  | 3,3 s                  |
| Kraftstoffverbrauch auf 100 km (kombiniert) | 10,1 l Super           | 10,1 l Super [9,4 l Super] | 10,1 l Super           | 10,4 l Super [9,7 l Super] | 10,4 l Super           | 10,2 l Super            | 10,6 l Super           | 10,2 l Super            | 10,2 l Super           | 10,2 l Super           |
| CO2-Emissionen (kombiniert)                 | 235 g/km               | 235 g/km [219 g/km]        | 235 g/km               | 242 g/km [225 g/km]        | 242 g/km               | 230 g/km                | 240 g/km               | 230 g/km                | 245 g/km               | 230 g/km               |
| Tankinhalt                                  | 42 l                   | 42 l                       | 42 l                   | 48 l                       | 48 l                   | 48 l                    | 48 l                   | 48 l                    | 48 l                   | 48 l                   |

## Prototypen für alternative Kraftstoffe

### Lotus Exige 265E (2007)
Die Lotus Exige 265E ist eine Studie zur Nutzung flexibler und erneuerbarer Kraftstoffquellen, eine Serienfertigung ist nicht geplant. Die bislang stärkste Straßenversion der Exige nutzt dabei Bio-Ethanol. Entwickelt von Lotus Engineering, dem Entwicklungsbüro von Lotus, welches auch schon für Opel und andere Firmen arbeitete, leistet das Triebwerk im 265E 197 kW. Der Wagen wiegt leer 930 kg und beschleunigt in 3,88 s auf 100 km/h. Die Höchstgeschwindigkeit liegt bei knapp 260 km/h.
Die aerodynamischen Eigenschaften des Fahrzeugs wurde ebenfalls verbessert, indem zum Beispiel der Boden eben gestaltet wurde. Der Heckdiffusor wurde geändert und ein tieferer Frontspoiler montiert, der nur 108 mm über der Fahrbahn sitzt. Zudem wurde der Heckflügel im Winkel von 11,5° fixiert, um den besten Kompromiss zwischen hoher Geschwindigkeit und Abtrieb zu finden.
Zusätzlich zur normalen Exige S hat das Fahrzeug Änderungen erfahren, zum Beispiel breitere Leichtbau-Lotus-Sport-Fünfspeichen-Aluräder, die in High Power Silver lackiert sind. Hinzu kam eine verbesserte Bremsanlage mit Vierkolben-AP-Racing-Sätteln mit Sportbremsbelägen und innenbelüftete Scheiben mit 310 mm Durchmesser vorne sowie Scheiben mit 282 mm Durchmesser und Brembo-Einkolben-Sätteln an der Hinterachse. Die Bremsschläuche wurden in einer verstärkt und eine spezielle Bremsflüssigkeit eingefüllt. Das Fahrwerk wurde mit zweifach verstellbaren Öhlins-Stoßdämpfern aufgewertet und eine verstellbare Domstrebe im Vorderwagen montiert. Ein Ölreservebehälter und der Sportauspuff Stage One wurde installiert. Zudem sind zwei Ölkühler sowie eine Klimaanlage serienmäßig.

### Lotus Exige 270E TriFuel (2008)
Die Lotus Exige 270E TriFuel ist eine auf dem Genfer Autosalon 2008 vorgestellte Studie. Der Motor des Fahrzeugs kann mit jeder beliebigen Mischung aus Benzin und den Alkoholen Methanol (M100 oder niedriger) und Ethanol (E100 oder niedriger, etwa das bekanntere E85) betrieben werden. Die Fahrleistungen ähneln denen des Exige 265E, nur die Leistung stieg auf bis zu 201 kW bei 8000 min−1, je nach Kraftstoff. Das maximale Drehmoment gibt Lotus mit 260 Nm bei 5500 min−1 an.
Steht nur konventionelles Benzin zur Verfügung, ist dies kein Problem; kann Methanol/Ethanol getankt werden, so erhöht sich die Leistung (allerdings steigt auch der Verbrauch).